# Айхштедт
Айхштедт (нім. Eichstedt) — громада в Німеччині, розташована в землі Саксонія-Ангальт. Входить до складу району Штендаль. Складова частина об'єднання громад Арнебург-Гольдбек.
Площа — 32,81 км2. Населення становить 872 ос. (станом на 31 грудня 2021).
Після Другої світової війни тут діяло спортивне товариство УСТ Луг (Айхштедт).

## Галерея

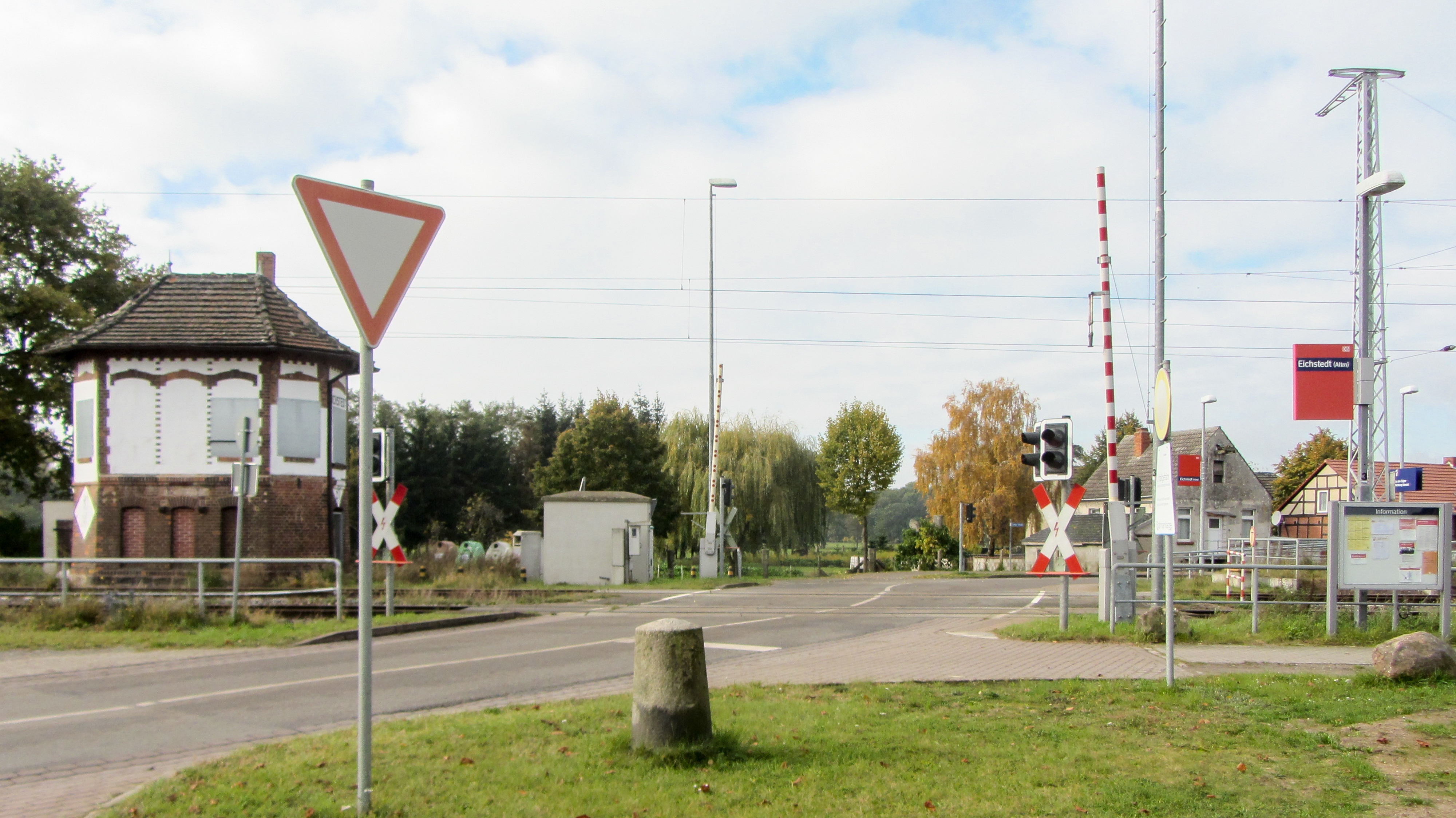